# UFC on FOX 9
UFC on FOX 9: Johnson vs. Benavidez 2（ユーエフシー・オン・フォックス・ナイン：ジョンソン・バーサス・ベナビデス・ツー）は、アメリカ合衆国の総合格闘技団体「UFC」の大会の一つ。2013年12月14日、カリフォルニア州サクラメントのスリープ・トレイン・アリーナで開催された。

## 大会概要
本大会ではデメトリアス・ジョンソンとジョセフ・ベナビデスによるUFC世界フライ級タイトルマッチが組まれた。
元Bellator世界バンタム級王者ザック・マコウスキーがUFCデビュー。

### カード変更
負傷などによるカードの変更は以下の通り。
- ジョン・モラガ → アルプトキン・オズキリッチ（第1試合）

- ジョン・ドッドソン → ザック・マコウスキー（第4試合）

- ジェイミー・ヴァーナー → ボビー・グリーン（第5試合）

- ケルヴィン・ガステラム → ライアン・ラフレアー（第7試合）

- アンソニー・ペティス vs. TJ・グラント → グラントの負傷により中止

- アンソニー・ペティス vs. ジョシュ・トムソン → ペティスの負傷により中止

- イアン・マッコール vs. スコット・ヨルゲンセン → マッコールの負傷により中止

- カーロス・コンディット vs. マット・ブラウン → ブラウンの負傷により中止

## 試合結果

### アーリープレリム
第1試合 フライ級ワンマッチ 5分3R
○  アルプトキン・オズキリッチ vs.  ダレン・ウエノヤマ ×
3R終了 判定2-1（30-27、28-29、29-28）

### プレリミナリーカード
第2試合 ライト級ワンマッチ 5分3R
○  アベル・トゥルジーロ vs.  ロジャー・ボウリング ×
2R 1:35 TKO（スタンドパンチ連打）
第3試合 ライト級ワンマッチ 5分3R
○  サム・スタウト vs.  コーディ・マッケンジー ×
3R終了 判定3-0（30-27、30-27、30-27）
第4試合 フライ級ワンマッチ 5分3R
○  ザック・マコウスキー vs.  スコット・ヨルゲンセン ×
3R終了 判定3-0（30-27、30-27、30-27）
第5試合 ライト級ワンマッチ 5分3R
○  ボビー・グリーン vs.  パット・ヒーリー ×
3R終了 判定3-0（30-27、30-27、29-28）
第6試合 ライト級ワンマッチ 5分3R
○  エジソン・バルボーザ vs.  ダニー・カスティーリョ ×
3R終了 判定2-0（29-28、29-28、28-28）
第7試合 ウェルター級ワンマッチ 5分3R
○  ライアン・ラフレアー vs.  コート・マッギー ×
3R終了 判定3-0（29-28、29-28、29-28）

### メインカード
第8試合 ライト級ワンマッチ 5分3R
○  ジョー・ローゾン vs.  マック・ダンジグ ×
3R終了 判定3-0（30-27、30-27、30-27）
第9試合 フェザー級ワンマッチ 5分3R
○  チャド・メンデス vs.  ニック・レンツ ×
3R終了 判定3-0（30-27、30-27、29-28）
第10試合 バンタム級ワンマッチ 5分3R
○  ユライア・フェイバー vs.  マイケル・マクドナルド ×
2R 3:22 ギロチンチョーク
第11試合 UFC世界フライ級タイトルマッチ 5分5R
○  デメトリアス・ジョンソン vs.  ジョセフ・ベナビデス ×
1R 2:08 KO（右フック→パウンド）
※ジョンソンが3度目の防衛に成功。

### 各賞
ファイト・オブ・ザ・ナイト： エジソン・バルボーザ vs. ダニー・カスティーリョ
ノックアウト・オブ・ザ・ナイト： デメトリアス・ジョンソン
サブミッション・オブ・ザ・ナイト： ユライア・フェイバー
各選手にはボーナスとして5万ドルが支給された。